# Den islandske fristat
Den Islandske fristat (islandsk: Þjóðveldið) var den uafhængige stat der blev etableret på Island i 930, under den første samling af Altinget. I 1262 erklærede islændingene sig som den norske konges vasaller, og landet mistede derved sin selvstændighed. I første halvdel af 10. århundrede bestod befolkningen hovedsageligt af norske emigranter, der havde forladt deres hjemland som følge af Harald Hårfagers forsøg på at underlægge sig hele Norge.

## Goðorð-systemet
Den middelalderlige islandske stat havde en usædvanlig politisk struktur; der var ingen konge eller fyrste med udøvende magt, i stedet fungerede Altinget både som øverste lovgivende og dømmende organ på det overordnede plan. Landet var inddelt i en række forskellige høvdingedømmer, kaldet goðorð. De blev hver ledet af en goði (gode eller høvding). I hedensk tid var der tilsyneladende også et nært forhold mellem den gejstlige og verdslige magt, da den lokale leder både havde en retslig, politisk og religiøs myndighed i sit eget område. Der er en del usikkerhed om, hvad titlen gode dækker over i det islandske samfund, men kildematerialet peger på en betydning i retning af enten høvding, religiøs leder eller begge dele. Der findes ingen tegn på, at man havde en særskilt præstestand i før-kristen tid, de religiøse ceremonier blev derfor sandsynligvis ledet af en stormand.
Umiddelbart ændrede forholdet mellem den verdslige og den sakrale magt sig ikke i forbindelse med religionsskiftet i Island år 999/1000, men på længere sigt medførte det, i lighed med andre lande i Europa, at der opstod en ny form for ledertype, der legitimerede sin magt vha. den nye religion. De første kristne præster var som regel også goder, ligesom de ældste kirker blev bygget i tilknytning til en godes gård. Religionsskiftet var en langvarig proces, de kristne institutioner fik fx først adgang til økonomiske ressourcer og dermed magt efter indførelsen af tiende i 1096/97, og først da bliver det muligt at finansiere omfattende kirkebyggeri og etablere en egentlig kirkelig organisation. 
Godens embede var arveligt på mandsiden, men det kunne reelt overdrages eller sælges til tredjeperson. Et goðorð havde ingen faste geografiske grænser; medlemskab af et goðorð havde i stedet karaktér af allianceforbund mellem individet og høvdingen, og forholdet kunne i teorien ændres når som helst. Systemet var på intet tidspunkt stabilt og antallet af godedømmer ændredes stærkt over tid.

## Retssystem
Hvis en person ønskede at appellere en beslutning foretaget af tinget i hans eget goðorð, så kunne sagen føres for en højere ret. Der fandtes i alt fire regionale retsforsamlinger, som igen var underlagt Altingets ret, som var den højeste retsinstans for hele Island; den bestod af goder fra hele landet.
Magnus Magnusson betegnede Altinget som en usikker substitut for blodhævn, og det lykkedes kun i ringe grad for institutionen at forhindre slægtsfejder i at eskalere. I andre tilfælde kunne beslutninger på tinget blive gennemført relativt hurtigt; et eksempel var beslutningen om at gøre Island til et kristent land i år 1000 (eller 999). Her blev det besluttet, at alle islændinge skulle døbes, og at praktisering af den traditionelle religion skulle forbydes i den offentlige sfære.
I 1117 blev den islandske lov skrevet ned for første gang, denne lovsamling blev siden kaldt Grågás.
Den måde det islandske samfundssystem fungerede på er ramme om fortællingen i flere af de islandske sagaer, som dog enten er blevet nedskrevet sent i fristatens historie eller efter den mistede sin selvstændighed. I værker som fx Njálls saga og Laxdæla saga findes der mange detaljerede beskrivelser af hvordan retssystemet fungerede i praksis, men det er omdiskuteret, hvor korrekte de i realiteten er. I Njálls saga fortælles der fx om hvordan islændingene antog kristendommen på et Altingsmøde i år 999 eller 1000. Andre sagaer, som fx Grettis saga er eventyr, der ofte bygger på virkelige begivenheder, men som kun fortæller meget lidt eller ingenting om samfundets opbygning.

## Krigsførelse
En alliance med en gode betød også, at man var forpligtet til at yde ham militær assistance under konflikter. Godens tilhængere var normalt organiseret i mindre kampgrupper eller kompagnier, der var baseret på socialstatus og udrustning. En hær eller leiðangr blev kun opstillet ved behov og bestod af flere kompagnier, der var blevet indkaldt. De islandske militære traditioner udviklede sig i denne periode i meget nær tilknytning til den norske. Der findes ingen tegn på, at man havde et regulært rytteri eller formationer af tropper, der var udstyret med skydevåben (fx bue og armbrøstskytter, som ellers var udbredte over hele Europa i højmiddelalderen. En militærstyrke var i stedet centreret omkring enheder af enten let eller svært bevæbnet infanteri, hvor små enheder bevæbnede med buer eller sten var placeret spredt mellem dem, som lette støttepatruljer og spejdere.
Før fristatens mistede sin selvstændighed blev der opført mindst 21 fæstningsanlæg og egentlige borge i Island. 
Under borgerkrigen deltog der sjældent over 1000 mand i et slag, og andelen af faldne var omkring 15%, hvilket er relativt lidt sammenlignet med det øvrige Europa på samme tid. De lave tabstal kan hænge sammen med traditionen for blodhævn, der prægede hele det islandske samfund, og som betød, at drab på en fjende, der havde overgivet sig, ikke blev opfattet som ærefuldt.

## Tabet af selvstændighed
I begyndelsen af 13. århundrede, i den såkaldte Sturlungtid, blev landet plaget af omfattende indre stridigheder. Samtidigt begyndte den norske konge at udøve et forøget pres på sine islandske vasaller, for at han kunne bringe Island under sin magt. Kombinationen af udbredt utilfredshed med de mange konflikter og det norske pres førte til, at høvdingene accepterede Håkon 4. Håkonsson som deres konge. I 1262 underskrev de håndfæstningen Gamli sáttmáli som formelt afsluttede fristatens eksistens.